# Hadreule
Hadreule är ett släkte av skalbaggar som beskrevs av Thomson 1859. Hadreule ingår i familjen trädsvampborrare.
Släktet innehåller bara arten Hadreule elongatula.